# Giorgio Scarlatti
Giorgio Scarlatti (n. 2 octombrie 1921, Roma, Regatul Italiei – d. 26 iulie 1990, Roma, Italia) a fost un pilot italian de Formula 1 care a evoluat în Campionatul Mondial între anii 1956 și 1961.